# Apanteles haywardi
Apanteles haywardi är en stekelart som beskrevs av Blanchard 1947. Apanteles haywardi ingår i släktet Apanteles och familjen bracksteklar. Inga underarter finns listade i Catalogue of Life.